# Хромосомы типа ламповых щёток

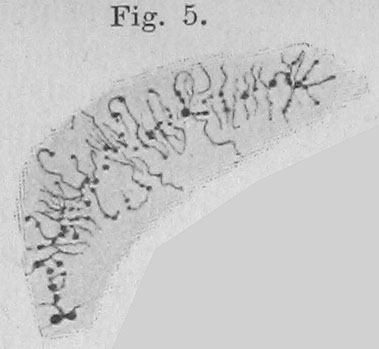
Хромосома типа ламповых щеток из ядра ооцита тритона

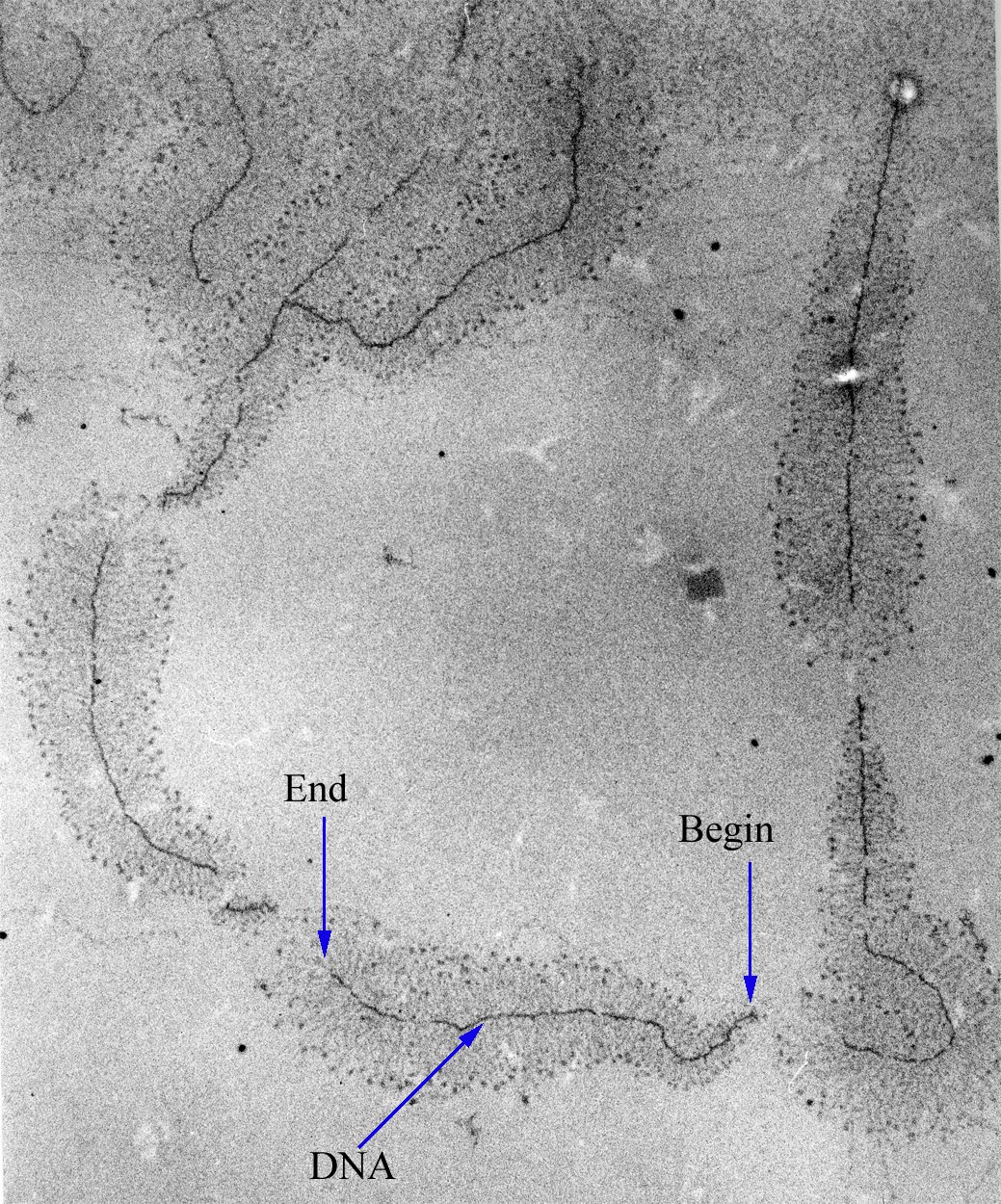
Процесс транскрипции рРНК с хромосомы типа ламповых щеток (электронная микрофотография).

Хромосомы типа ламповых щеток, впервые обнаруженные В. Флеммингом в 1882 году, — это специальная форма хромосом, которую они приобретают в растущих ооцитах (женских половых клетках) большинства животных, за исключением млекопитающих.
В растущих ооцитах большинства животных, за исключением млекопитающих, во время протяженной стадии диплотены профазы мейоза I активная транскрипция многих последовательностей ДНК приводит к преобразованию хромосом в хромосомы, по форме напоминающие щетки для чистки стёкол керосиновых ламп (хромосомы типа ламповых щёток). Они представляют собой сильно деконденсированные полубиваленты, состоящие из двух сестринских хроматид. Хромосомы типа ламповых щеток можно наблюдать с помощью световой микроскопии, при этом видно, что они организованы в виде серии хромомеров (содержат конденсированный хроматин) и исходящих из них парных латеральных петель (содержат транскрипционно активный хроматин). Для поддержания характерной хромомерно-петлевой структуры хромосом типа ламповых щеток необходима постоянно продолжающаяся транскрипция РНК. Ингибирование транскрипции приводит к втягиванию латеральных петель в хромомеры и конденсации хромосом. 
Наиболее подробно описана организация хромосом типа ламповых щеток хвостатых и бесхвостых амфибий, доместицированных видов птиц и некоторых видов насекомых . Хромосомы типа ламповых щёток амфибий и птиц могут быть изолированы из ядра ооцита с помощью микрохирургических манипуляций .
Хромосомы типа ламповых щёток производят огромное количество РНК, синтезируемой на латеральных петлях. Каждая латеральная петля всегда содержит одну и ту же последовательность ДНК и остаётся в вытянутом состоянии на протяжении всего роста ооцита, вплоть до начала конденсации хромосом. Латеральная петля может содержать одну или несколько транскрипционных единиц с поляризованным РНП-матриксом, покрывающим ДНП-ось петли . Вместе с тем, большая часть ДНК остается в конденсированном состоянии и организована в хромомеры в осях хромосом типа ламповых щёток.
На латеральных петлях хромосом типа ламповых щеток синтезируются запасаемые в ооците материнские РНК (кодирующие белки РНК, некодирующие РНК домашнего хозяйства и регуляторные некодирующие РНК), используемые в оогенезе и на ранних стадиях эмбриогенеза. 
Благодаря гигантским размерам и выраженной хромомерно-петлевой организации, хромосомы типа ламповых щёток на протяжении многих десятилетий служат удобной моделью для изучения организации хромосом, работы генетического аппарата и регуляции экспрессии генов во время профазы мейоза I . Кроме того, хромосомы этого типа широко используются для картирования последовательностей ДНК с высокой степенью разрешения, изучения феномена транскрипции некодирующих белки тандемных повторов ДНК, анализа распределения хиазм и др..